# Stadttheater Landsberg (Warthe)

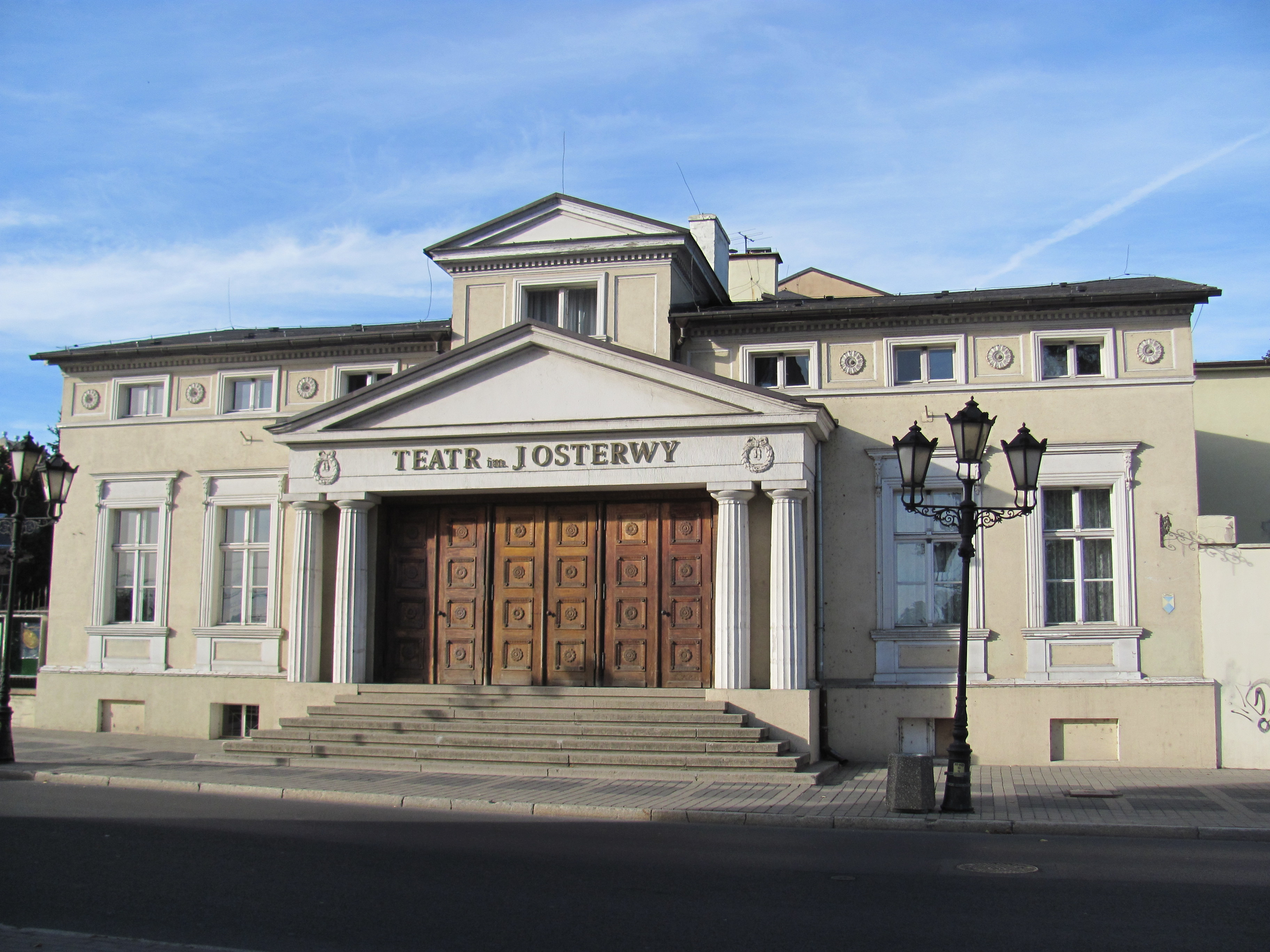
Gorzów Wielkopolski, Juliusz-Osterwa-Theater

Im vormaligen Theater Landsberg (polnisch Teatr im. Juliusza Osterwy) in Gorzów Wielkopolski in der Woiwodschaft Lebus spielt heute das polnische Juliusz-Osterwa-Theater.

## Theatergeschichte
Von 1816 bis 1847 wurde die ehemalige Garnisonskirche als Theatersaal genutzt. Mit privaten Spendengeldern wurde 1873 der heutige Theaterbau errichtet. Die Uraufführung fand dort 1886 statt. Wegen Finanzschwierigkeiten wurde das Theater jedoch an eine Brauerei verkauft. Das Theater war das kleinste der damaligen fünf Stadttheater in der Provinz Brandenburg.
Ab 1917 wurde das Theater von der Städtischen Theatergesellschaft verwaltet. Im Jahr 1923 wurde das Gebäude im Inneren renoviert, wobei die Haupthalle von Robert Sandfort ausgemalt wurde. Dem Haupteingang wurde ein repräsentativer Portikus vorgelegt.
Nach der polnischen Übernahme der Region fand eine Uraufführung im Herbst 1945 statt. Die offizielle Einweihung des damals nach Józef Korzeniowski benannten Theaters fand im Januar 1946 statt. Im folgenden Jahr wurde das Theater nach Juliusz Osterwa benannt.
Im September 1948 wurde das Stadttheater aufgelöst und zu einer Zweigstelle des Polnischen Staatstheaters in Poznań.

## Bauwerk
Der Bau befindet sich an der ulica Teatralna, die in der Nähe des Wartheufers verläuft. Das spätklassizistische Gebäude besteht aus zwei aneinander grenzenden Bauteilen mit rechteckigem Grundriss, einstöckig, mit Anbauten und Satteldächern. Die Putzfassaden sind mit Gesimsen, Friesen, Fensterbändern, Tafeln und Rosetten gegliedert. In der Achse der Fassade befindet sich der Haupteingang, der von einem Säulenportikus mit dreieckigem Tympanon gekrönt wird und dem eine breite Treppe vorgelagert ist. Im Inneren sind die Wand- und Deckenmalereien des Zuschauerraums aus den 1920er Jahren erhalten. Das gemauerte Sommertheater auf der Rückseite des Hauptgebäudes ist ebenfalls erhalten geblieben.